# Zoo of Life
Zoo Of Life is een Vlaamse musical uit 2018. Deze productie komt uit een samenwerking tussen ZOO Antwerpen en Luc Stevens producties. Deze musical is ter ere van de 175ste verjaardag van de Zoo in Antwerpen. Voorstellingen vonden plaats in de Koningin Elisabethzaal in Antwerpen. 

## Verhaal
De jonge verzorger Tim fietst schijnbaar onbezorgd door het leven. Hij heeft een droomjob als gorillaverzorger en is tot over zijn oren verliefd op de mooie juf Ellen. Maar achter de façade van dit jonge geluk schuilt het verhaal van Tim's gebroken familie. Een familie wiens band met de ZOO teruggaat tot begin jaren 90 in een okapireservaat in Congo. Daar deed zich een drama voor dat hen al drie generaties lang tekent en de onderlinge relaties zwaar verstoort. 

## Cast
| Personage | Acteur                   |
| --------- | ------------------------ |
| Leonie    | Janine Bischops          |
| Max       | Warre Borgmans           |
| Tim       | Jelle Cleymans           |
| Ellen     | Tinne Oltmans            |
| Ludo      | Ivan Pecnik              |
| Guido     | Peter Thyssen            |
| Ilse      | Barbara Dex              |
| Tina/Fien | Shana Pieters            |
| Masha     | Sandrine Van Handenhoven |
| Anouk     | Lotte Stevens            |
| Linda     | Nele Goossens            |
| Jimmy     | Leendert De Vis          |
| Bram      | Hannes Vandersteene      |
| Robin     | Brent Pannier            |

## Creatives
- Algemene Leiding, artistieke leiding, regie, auteur & lyrics - Luc Stevens
- Regie - assistent - Hannes Vandersteene & Anneleen De Smedt
- Auteur & lyrics - Peter Thyssen
- Componist, muzikale leiding & dirigent - Sam Gevers
- Arrangementen koor & vocal coach - Erik Vinken
- Arrangementen orkest - Thomas Vanhauwaert
- Auteur & lyrics - Jan Geers
- Auteur & aanvullende lyrics - Glenn Desmedt
- Choreografie & staging - Ingrid Coppieters
- Assistent choreografie - Hakan Quintelier
- Kostuums - Elif Korkmaz
- Kap & grime - Sarah Rafrafi
- Decorontwerp - Carla Janssen Höfelt
- Licht- & video-ontwerp - Luc Peumans
- Geluid - Christof Peirsman, Philippe Peirsman & Gregory De Groep

## Programma
Akte 1
1. BEGRAFENIS IN CONGO 1999
Proloog Zoo of life
2. Bij Guido op het werk 
3. Een ochtend in het centraal station 
4. De Zoo opent de deuren 
Een ZOO vol leven
5. De vlindertuin van Leonie 
Mama dimana nyaeta
6. Klasbezoek aan Hippotopia 
Het nijlpaard en de pinguïn
7. De Antwerpse haven versus de Meir
Poen
8. Flamingo’s en liefde 
Een roze wereld
9. De verhuis en Masha’s droom 
Dat is mijn land
10. Schafttijd 
Radio Katanga
11. De magie van de vlindertuin 
12. Matadi is ziek 
13. Een romance onder de sterrenhemel 
Kijken naar de sterren
Akte 2
14. Leila vertrekt 
Zoveel dagen, zoveel uren
15. Grote intrede 
16. Troost 
Troost
17. Het plan!
18. Discussie in het aquarium 
Wonderland van Kleuren
Onze Ben
19. Brand in Congo
Brand
20. Masha’s reactie 
Alleen een naam
21. Imani is zwanger
Imani is zwanger
22. Matadi op sterven 
Matadi
De liefde
23. Het plan van Max
24. Finale 
Vlinders
Dobadoe - wa
25. Epiloog